# Toontown Online
Toontown Online was  een massively multiplayer online role-playing game ontwikkeld door Disney Interactive, onderdeel van The Walt Disney Company. Het spel was speciaal ontwikkeld voor kinderen: er zat geen geweld in, de omgevingen waren vrolijk en alle inwoners van de virtuele wereld waren dieren. Het spel ging online op 2 juni 2003 en was tot 19 september 2013 actief. In de herfst van 2005 kwam er ook een cd-versie van Toontown in de winkels, waar een tweemaands-abonnement bij zat.

## Gameplay
In Toontown was het de bedoeling om kwaadaardige robots te stoppen, de zogenaamde Cogs. Deze wilden van het vrolijke Toontown een grote, grijze en saaie stad maken waar ze alleen denken en aan zaken doen. Men kon hiervoor een personage maken door te kiezen uit een hond, varken, kat, eend, ezel, paard, muis of een beer. Daarna kon men de kleren kiezen die het diertje kan dragen en als laatste een naam geven.
Tijdens het spel moest men verschillende opdrachten doen, zoals een paar Cogs verslaan of iets uit de vijver vissen. Hierdoor kon men meer "gags" gebruiken. Dat zijn de wapens die de Toons gebruikten om de Cogs te bestrijden. Ze waren geïnspireerd door de oude cartoons, waar ze bijvoorbeeld met taarten gooien of iemand over een bananenschil lieten uitglijden. Ook zorgden sommige opdrachten ervoor dat de 'Laff' omhoog ging. Dat is de naam van de eigen Toons' levenspunten. Ook kon men vissen, tuinieren, karten of golfen. Met alle activiteiten waren trofeetjes te winnen en met genoeg trofeetjes kwam er een Laffpunt erbij.